# عائشة سعيد سالم الزعابي
عائشة الزعابي- (عائشة سعيد سالم محمد الزعابي) كاتبة وقاصة وأديبة إماراتية، مواليد 1972م، حاصلة على العديد من الجوائز الأدبية
والثقافية والتربوية، لها اسهامات في كتابات الطفل والقصة القصيرة والدراسات النقدية.

## التعليم
الزعابي حاصلة على بكالوريوس التربية- لغة عربية من جامعة الإمارات العربية المتحدة عام 1995م. كما أنه حاصلة على درجة الماجستير في الأدب والنقد وكانت الرسالة تحت عنوان "مستويات البناء النصي في الإشارات الإلهية لأبي حيان التوحيدي"جامعة الوصل 2021م.

## مسيرتها
تتحدث عائشة الزعابي عن بداياتها في الكتابة فتقول: "كل البدايات تتفتح مع أولى مواضيع الإنشاء، ومع معلم واعٍ لهذه الكتابة البكر، ليأخذها بحنو الأب أو الأم لمساحات أرحب، وليغدق عليها اهتمامه ورعايته فتنمو متشجعة بهذه الكلمات، وبذلك الاهتمام، رعتني معلمة فاضلة أكن لها الكثير من الامتنان والتقدير، وأدعو لها في ظهر الغيب، لقد غذت في روحي فكرة أنني أمتلك قلماً جيداً يحتاج للدربة والممارسة، لتنطلق طموحاتي وأحلامي نحو الكتابة ولأجدها ملاذي الأول، ولأتعرف طريق الكتابة على صفحات الصحف والمجلات، ولاسيما جريدة الخليج، لأن عيني هذه المعلمة تقرآن تلك السطور. ولهذا هناك الكثير من المواهب الإبداعية، والأقلام الواعدة ذبلت في بداية الطريق نتيجة الانصراف عن رعايتها والأخذ بها نحو مساحات الشموس الأرحب لتنمو هشة ضعيفة، ولتذبل قبل أوانها لأنها لم تجد معلماً يحتويها بالصبر والرعاية والتشجيع".
كانت عائشة قد قرأت للكاتبة الكويتية ليلى العثمان، وأعجبت بأسلوبها القريب للعقل والقلب، فهي عندها الأقرب والأكثر تأثيراً، كما قرأت لـبثينة العيسى، ووغيرهن من القاصات والروائيات الخليجيات والعربيات. كما وتأثرت بأسلوب الكاتب محمد المر، وكانت قراءاتها متنوعة، تقول: "ومن كل كتابة روائية وقصصية صنعت لي معرفة تضاف لتجربتي وتتراكم في وعي الكتابة لدي".
وعندما سُئلت مريم عن الذي شدها إلى عالم البحث التربوي وأدب الطفل أجابت: "كل التسهيلات والدعم والتشجيع الذي يقدم لهذا المجال يغري بتجريبه والكتابة فيه، أنا أعمل في مجال التربية والتعليم، وتعنيني كثيراً بعض الظواهر التربوية مثل الضعف الأكاديمي في اللغة العربية، وضعف القراءة، ومنظومة القيم، ولهذا كتبت في مجال يهمني وأرغب في إيجاد الحلول ووضع المقترحات المفيدة. أما أدب الأطفال، فدعوة وزارة الثقافة إلى إثراء هذا المجال بكتابات تظهر فيها الهوية الإماراتية، وقيم المجتمع العربي والإسلامي أسهمت في محاولتي للكتابة لا سيما المرحلة المتوسطة من النشء حيث تندر الكتابات الموجهة لهم، وعموماً هي تجارب كتابية لم تحدد مدى نجاحها أو فشلها حتى الآن ولكني لا زلت أرغب في الاستمرار والتجريب".
وأما عن علاقتها بالشعر فهي تقول: "أحب الشعر حين أسمعه وأتذوقه، ولكن لا أستطيع أن أجازف في أمر كتابته، رغم وجود بعض المحاولات البسيطة بحكم دراستي للغة العربية، ولكني أؤمن بأن الشعر هو الحالة الفريدة من الأدب التي لا تأتي إلا بموهبة حقيقية وليس تصنعاً أو تكلفاً، ويحتاج لشعور شاعر وليس لدارس ينظم قوافيه على أوزان الشعر متدرباً".
وعن الجوائز الأدبية تقول: "الجائزة لا تصنع موهبة، ولا تقدم كاتباً، هي تشجعه وتأخذ بيده ليستمر، ولجان التحكيم في الجوائز لهم نظرتهم التي تؤخذ بعين التقدير، ولهذا حصولي على بعض الجوائز الأدبية كان وسيلة من وسائل التقييم المتاحة لأعمالي الأدبية، ومعززاً لثقتي بموهبتي الكتابية لأبدأ بعدها الكتابة في خط مواز لها وبعيداً عن المسابقات الأدبية. تضيف الجائزة لنا بعداً نفسياً وثقة جيدة لتقديم أنفسنا ضمن سيرتنا الذاتية، فالعمل الإبداعي لا يتصدر المشهد بقوة إلا إذا كان مدعوماً بالفوز أو التكريم الأدبي. وهذا ما تصنعه جائزة البوكر في نسختها العربية مثلاً، فهي تغري القارئ بشراء العمل الروائي لأنه مدعوم بالترشح لهذه الجائزة بغض النظر عن مدى جودة الرواية وتفوقها. وعموماً جوائزنا الأدبية تغريني دوماً بالمشاركة لأنها تحفز على الكتابة التي صرت بعيدة عنها نوعاً ما".

## المؤلفات[2][3][4]
- رحلة حمدان الشجاع- قصص أطفال - 2016م (ردمك ISBN 978-9948-497-64-6)، وزارة الثقافة والشباب وتنمية المجتمع، أبوظبي.
- شمس1- قصة- 2016م، (ردمك ISBN 978-9948-497-64-6)، وزارة الثقافة والشباب وتنمية المجتمع، أبوظبي.
- لن أتركك وحيداً- قصة، 2016م ،وزارة الثقافة والشباب وتنمية المجتمع، أبوظبي، (ISBN 978-9948-497-64-6)
- كنزول يعود حيًا- قصة ، 2017م ، قنديل للطباعة والنشر- دبي (ردمك ISBN 978-9948-9996-0-7)
- مستويات البناء النصي في الإشارات الإلهية لابى حيان التوحيدي، دراسات، 2022م، أتحاد كتاب وأدباء الإمارات- الشارقة، (ردمك ISBN 978-9948-454-11-3)
- قراءة نقدية في نصوص إماراتية- 2023م- دراسات أدبية، الظبي للنشر والتوزيع، الإمارات، (ردمك ISBN 978-9948-788-32-4)
- عندما يعشق الوطن- قصة - 2016م- وزارة الثقافة والشباب وتنمية المجتمع- أبوظبي، (ISBN 978-9948-497-64-6)
- خذ بيدي Help!- قصة- 2016م- دار زايد للثقافة الإسلامية- العين-(ردمك ISBN 978-9948-23-673-3)
- الأعمال القصصية : وللحياة نوافذ آخرى وقصص آخرى : غشاوة وقصص آخرى- 2013م- وزارة الثقافة والشباب وتنمية المجتمع- أبوظبي- (ISBN 978-9948-07-125-9)
- عندما تطير الفراشات- قصة- 2013م- جائزة خليفة التربوية- أبوظبي (ردمك ISBN 978-9948-20-443-5)
- راشد الخضر"دراسة أدبية"- 2012م- وزارة الثقافة والشباب وتنمية المجتمع- أبوظبي- (ردمك ISBN 978-9948-07-077-1)
- يوميات طالب إماراتي في الخارج- قصة- 2011م- وزارة الثقافة والشباب وتنمية المجتمع.
- مدينة الحياة"مسرخية للأطفال" - 2010م- دار الثقافة والاعلام- الشارقة - (ردمك ISBN 9948047216)
- حكاية من الجزيرة الحمراء- 2011م- وزارة الثقافة والشباب وتنمية المجتمع. أبوظبي
- الحياة حلوة- 2011م- وزارة الثقافة والشباب وتنمية المجتمع. أبوظبي
- كرت أحمر-2011م- وزارة الثقافة والشباب وتنمية المجتمع.- أبوظبي- (ISBN 978-9948-16-561-3)
- ميلاد- قصة- 2011م- وزارة الثقافة والشباب وتنمية المجتمع.- أبوظبي.
- وحدة الوطن يبقى- قصة - 2011م- وزارة الثقافة والشباب وتنمية المجتمع.- أبوظبي
- القصة الشعبية في الإمارات- 2009م- وزارة الثقافة والشباب وتنمية المجتمع.- أبوظبي- (ردمك ISBN 9948151821)
- التأخر في القراءة الجهرية : دراسة مسحية تشخيصية علاجية- دراسات- 2008م- (ردمك ISBN 9948039938)
- وللحياة نوافذ أخرى- مجموعة قصصية- 2006م- دار مجلاوي للنشر والتوزيع- عمان- (ردمك ISBN 9957-02-241-5)
- غشاوة"قصص قصيرة"- 2002م- دار الصدي للصحافة والنشر والتوزيع- دبي
- وللموت لغة- 1997م- دار بن حزم للطباعة والنشر والتوزيع - بيروت.

## الجوائز[2][5]
حصلت الزعابي على العديد من الجوائز نذكر منها:
- جائزة القصة القصيرة، اندية فتيات الشارقة 1995م عن قصة "أغتيال طفولة".
- جائزة القصة القصيرة ، جامعة الغمارات العربية المتحدة، 1995م، عن قصة "وللموت لغة".
- جائزة جامعة الملك فهد للبترول والمعادن، مجال القصة القصيرة، 1995م (المركز الثالث)
- جائزة المبدعون ، عن فصة " الأصابع الفولاذية"، 2000م (المركز الثاني)
- جائزة عانم عباش للقصة القصيرة، 2001م ، عن قصة "مدائن الحزن".
- جائزة المبدعون، عن المجموعة القصصية "غشاوة"، 2001م
- جائزة غانم غباش للقصة القصيرة 2002م،(المركز الثالث) عن قصة "احتضار"
- جائزة مواطنون على درب التميز، فئة المعلم المتميز 2002م
- جائزة المسابقة التربوية لجمعية المعلمين، 2003م، عن مجموعة قصصية بعنوان" مذكرات طالبة ثانوية".
- جائزة المرأة الإماراتية للابداع الأدبي 2004م (المركز الثالث)
- جائزة خليفة بن زايد للبحوث التربوية، 2004م، عن دراسة ميدانية بعنوان "صعوبات التعلم" ، (المركز الثاني).
- جائزة خليفة بن زايد للبحوث التربوية ، 2006م، عن دراسة بعنوان "لتأخر في القراءة الجهرية لطالبات الصف الثالث الابتدائي ( دراسة مسحية تشخيصية علاجية ) .
- جائزة المعالي التربوية، فئة المعلم المتميز 2007م.
- جائزة الشارقة للتميز التربوي، فئة المعلم المتميز 2007م
- جائزة المرأة الإماراتية للآداب والفنون، فرع الدراسات الأدبية، 2009م
- جائزة العويس للدراسات والابتكار العلمي، 2010م، المحور التربوي.
- جائزة وزارة الثقافة وتنمية المجتمع ، 2010م، مجموعة قصصية للناشئة.
- جائزة غانم غباش للقصة القصيرة ، 2010م، عن قصة "عيون مسافرة".
- جائزة الشارقة للابداع العربي- مسرح(أدب أطفال)، 2010م، (المركز الثالث)
- جائزة راشد بن حميد للثقافة والعلوم للأعوام التالية:[6]

- 1992 : جائزة تقديرية في مجال القصة القصيرة عن قصة ( الضحية ) .
- 1993 : المركز الثالث في مجال القصة القصيرة عن قصة ( غرباء على المشانق ) .
- 1994 : المركز الثاني في مجال القصة القصيرة عن قصة ( عفوا أمي ) .
- 1995 : المركز الثاني في مجال القصة القصيرة عن قصة ( الهروب ) .
- 1998 : المركز الثاني - عن بحث ( القصة الشعبية في دولة الإمارات ) دراسة أدبية .
- 2001 : جائزة تقديرية عن بحث ( راشد الخضر ) دراسة أدبية .
- 2002 : المركز الثاني في مجال القصة القصيرة عن قصة ( حين ترحل العيون ) .
- 2004 : المركز الأول في مجال القصة القصيرة عن قصة ( البئر ) .
- 2010 : المركز الأول في مجال أدب الأطفال عن قصة ( عندما أحببت أختي ) .

## آراء حول مؤلفاتها

### وللحياة نوافذ أخرى
كتب أحد القراء على موقع goodreads تقييمًا حول هذا الكتاب (وهو عبارة عن مجموعة قصصية) فقال:
"هذا الكتاب، لا أنسى إطلاقاً كيف كنت أنتظر أن ينام الجميع لأهرع في آخر الليل إلى المكتبة وأقلب صفحاته برفق و ألتهمها على عجل مخافة ان يستيقظ أحد، أختبئ بين "كنب" الصالة وعلى ضوء المصباح اليدوي أو في أحسن الحالات على ضوء الممر الذي كان يبقى مضاءً..
أحبه لأجل كاتبته أولاً والتي بمثابة الخالة عندي، ولأجل طفولتي و ذكرياتي معه وقصصه التي أرتني الحياة كيف تكون عندما يكبر الناس بينما كنت طفلة أجهل منها أكثر مما أعرف، ولأجل الآفاق التي فتحها لخيالي حيث سهرت بعده -ولا زلت- أنسج قصصاً مستوحاة من الواقع تكون بمثابة روايات أقصها على نفسي بنفسي، وكذا لكونه نقطة التحول في ذهن قارئة صغيرة آنذاك "قبل 11 عام" في استيعابها للأدب الروائي والقصصي وفهم ملامح وسمات المجتمعات ونفوس الشخصيات ودوافعها والتفكير فيها ورسم سيناريوهات مختلفة باختلاف الدوافع، أقول أنه كان نقطة تحول مهمة، وباباً فُتِح لي لأفهم أكثر أبعاد القصة والرواية.. ولعل مرد ذلك الأول للعمر المبكر لقراءة مضمون قد لا يتناسب عادة مع هكذا عمر غير أن الوعي المتشكل وقتذاك أتاح لي أن أستفيد منه بشكل لم أدركه إلا الآن، وهذا يوجب دائماً الشعور بالامتنان للأستاذة والخالة -كما يحلو لي أن اناديها- عائشة الزعابي.. محبتي و احترامي..".

## العضوية[2]
- عضو رابطة أدبيات الإمارات.
- عضو اتحاد كتاب وأدباء الإمارات.
- عضو جمعية المعلمين.
- عضو جمعية حماية اللغة العربية.

## انظر ايضًا
- مريم صقر القاسمي.
- منال الغداني.